# Stazione di Anzio
Stazione di Anzio vasútállomás Olaszországban, Anzio településen.

## Vasútvonalak
Az állomást az alábbi vasútvonalak érintik:
- Albano–Nettuno-vasútvonal

## Kapcsolódó állomások
A vasútállomáshoz az alábbi állomások vannak a legközelebb:
- Stazione di Anzio Colonia
- Stazione di Nettuno